# Lustans lagar (roman)
Lustans lagar (engelsk titel The Rules of Attraction) är Bret Easton Ellis andra roman. Den skildrar tre collegeungdomars liv i fiktiva Camden College, som ligger utanför New York. Romanen publicerades 1987 och filmatiserades 2002.